# Протозоря

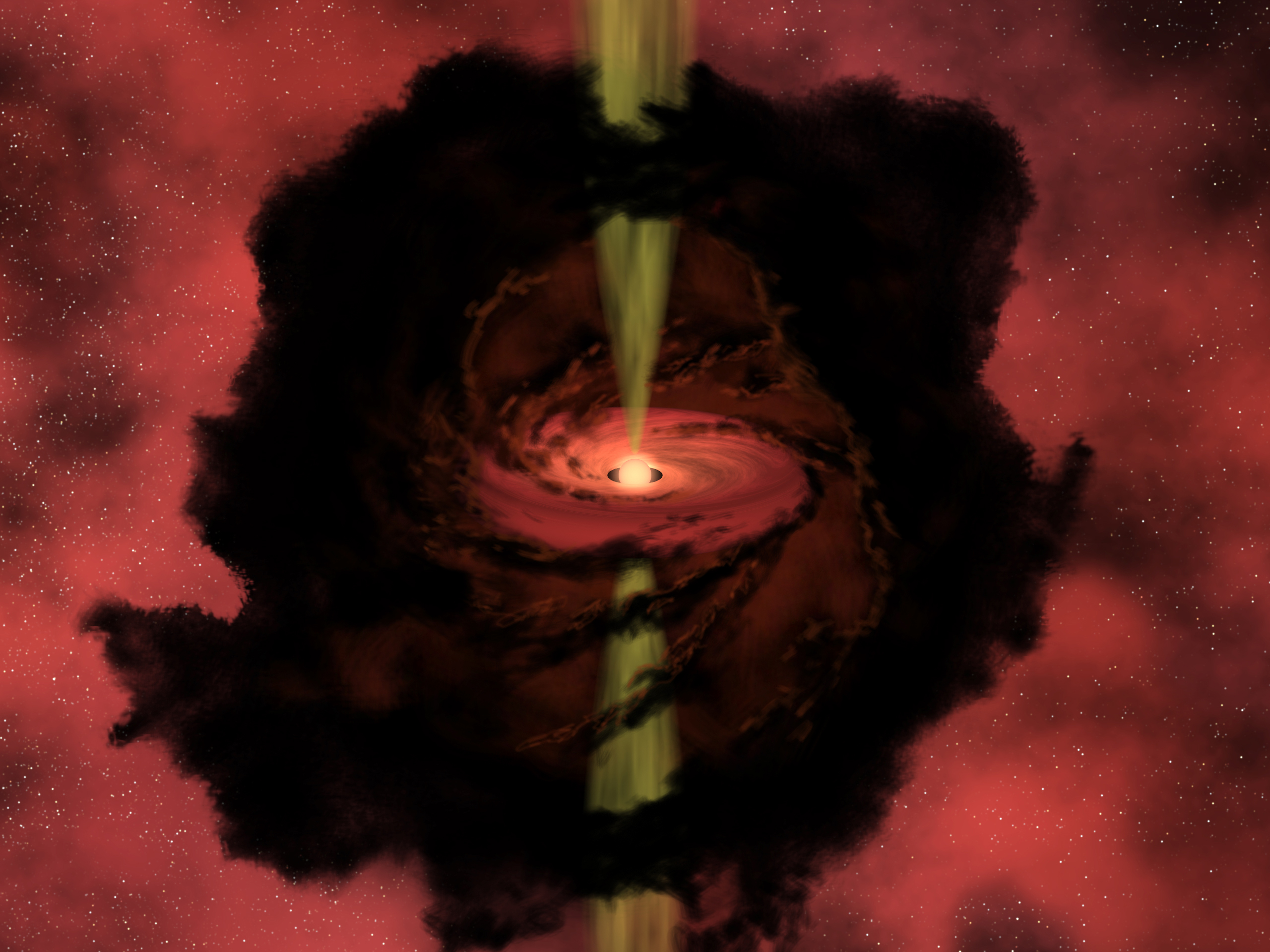
Художнє зображення процесу акреції. Чорним кольором показано непрозору зовнішню оболонку (глобула Бока), що огортає протозорю.

Протозоря — астрономічний об'єкт, що перебуває на проміжному етапі зоряної еволюції — від фрагменту газо-пилової хмари до власне зорі на стадії  головної послідовності.
У процесі формування зорі з газопилової хмари виділяють три основні стадії:
1. Ізотермічний колапс та формування компактного ядра.
2. Акреція протяжної оболонки на сформоване ядро.
3. Повільне стискання ядра після завершення акреції. Ця стадія характерна тільки для зір невеликої маси (менше трьох мас Сонця), її називають стадією Хаяші за ім'ям японського астрофізика Чушіро Хаяші, який 1961 року побудував її модель.

Термін протозоря в широкому сенсі вживають щодо всіх трьох стадій еволюції газової хмари в зорю, а у вузькому сенсі — лише щодо другої стадії.

## Походження назви
Термін «протозоря» запровадив Віктор Амбарцумян у публікаціях наприкінці 1940-х — початку 1950-х років. Щоправда, він вважав, що зорі утворюються внаслідок розпаду масивних об'єктів невідомої природи, які він і позначав цим терміном. Пізніші дослідження дійшли висновку, що зорі утворюються з дифузної міжзоряної речовини.
Термін «протозоря» в його сучасному розумінні вперше вжито 1965 року в праці японських астрофізиків Хаяші та Накано.
Слід зазначити, що фахівці вживають цей термін лише щодо стадії акреції, а об'єкти, які перебувають на подальших стадіях (зокрема, на стадії повільного гравітаційного стиснення), позначають термінами «молоді зорі» або «зорі до головної послідовності». Однак у популярній літературі цей термін поширюють і на всі ранні стадії еволюції (до виходу зорі на головну послідовність).

## Ізотермічне стискання газової хмари

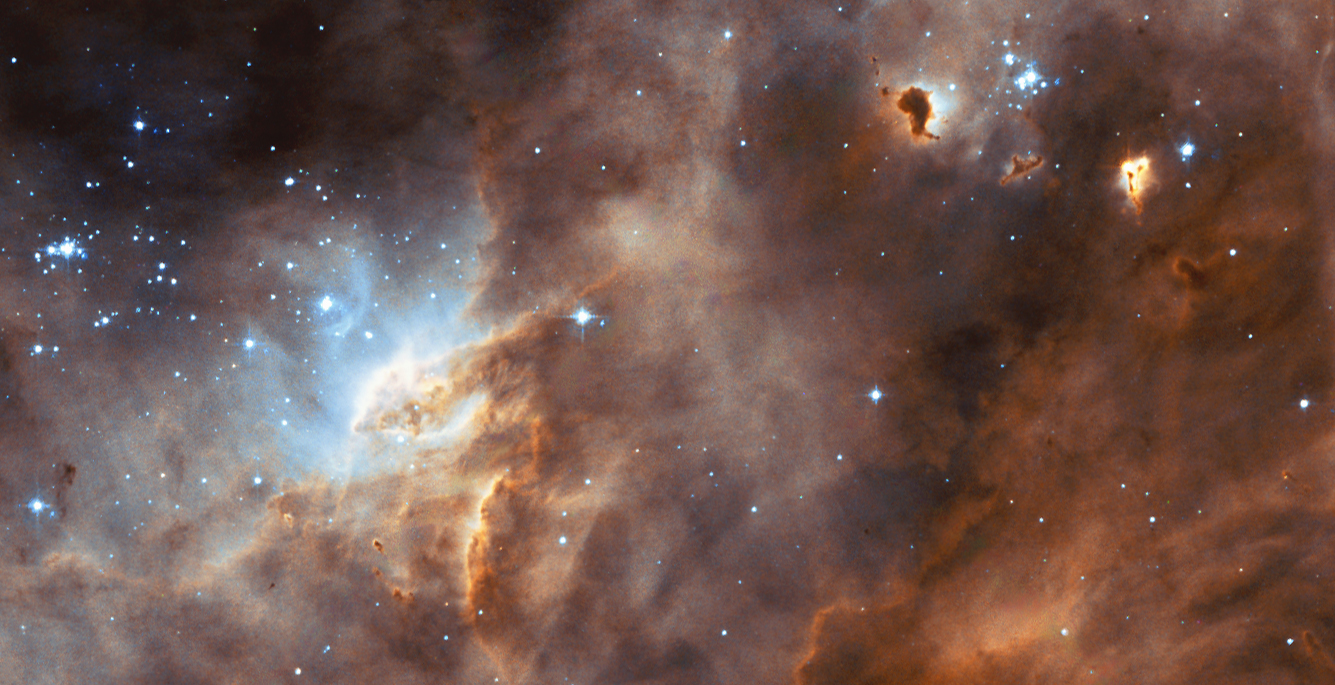
Область зореутворення у Великій Магеллановій Хмарі.
Фото з телескопа Хаббла

Зореутворення розпочинається в газовій хмарі розміром декілька парсеків. Така хмара не може бути повністю однорідною: у ній існують невеликі флуктуації густини. Неоднорідності густини у хмарі можуть виникати з різноманітних причин. Здебільшого їх зумовлює ударна хвиля, яка виникає внаслідок зіткнення між окремими хмарами, спалах наднової неподалік або потрапляння хмари до спірального рукава галактики. 
Коли густина досягає критичної межі внаслідок гравітаційної нестійкості хмара має фрагментуватися на менші частини. Окремі частини стискаються незалежно одна від одної. Такий процес конденсації може відбуватися в кілька кроків, що призводить до утворення зір у вигляді скупчень або асоціацій. Утворення окремої зорі відбувається з хмари з концентрацією частинок 104—106 на кубічний сантиметр і температурою близько 10 К. Газові хмари з такою концентрацією насправді спостерігаються. Вони складаються переважно з молекулярного водню. У такому стані вони непрозорі для видимого світла та електромагнітного випромінювання з меншою довжиною хвилі, але прозорі для інфрачервоного випромінювання з довжиною хвилі понад 1 мкм.
За звичайних умов стиснення газової хмари призводить до підвищення температури в ній та збільшення тиску, що врівноважує силу тяжіння й зупиняє стискання. Однак у міжзоряних молекулярних хмарах діє ефективний механізм охолодження: зіткнення між молекулами водню збуджує обертальний рівень із подальшим випромінюванням електромагнітного кванта з довжиною хвилі 28 мкм. Міжзоряна хмара прозора для такого випромінювання (принаймні, на початковому етапі стиснення) і воно полишає її. Таким чином, енергія, що вивільняється внаслідок стиснення, не призводить до нагрівання речовини.

Схематичне зображення колапсу газо-пилової хмари та утворення протозорі

Внаслідок того, що стискання відбувається майже за постійної температури, тиск газу в хмарі зростає набагато повільніше, ніж сили гравітації. Невдовзі після початку стискання тиском газу в подальших розрахунках можна знехтувати. Це означає, що стискання відбувається практично в режимі вільного падіння. Для хмари сонячної маси та розміру близько 0,02 пк характерний час такого стискання (tff) становить близько 200 тис. років.
Розподіл густини в хмарі стає дуже неоднорідним: густина стрімко зростає до центру. Внаслідок цього центральна частина стає непрозорою для інфрачервоного випромінювання й температура в ній починає швидко зростати. Утворюється гідростатично рівноважне ядро із початковою масою ~0,05 M☉, радіусом близько 100 R☉ та температурою ~200 K.

## Акреція на компактне ядро

Структура протозорі:
1. Оптично прозора газова оболонка у вільному падінні.
2. Несправжня фотосфера, що випромінює переважно в інфрачервоному діапазоні.
3. Непрозора пилогазова оболонка («кокон»).
4. Фронт ударної хвилі.
5. Гідростатично рівноважне ядро.

Ізотермічна оболонка продовжує вільне падіння на гідростатично рівноважне непрозоре ядро й натикається на нього на швидкості близько 1 км/с. Виникає ударна хвиля й температура ядра продовжує зростати. Коли температура досягає 2000 K, розпочинається дисоціація молекул водню, а потім — іонізація атомів водню. Ці процеси поглинають багато енергії й зростання температури ядра припиняється. Рівновага порушується й ядро знову стрімко стискається. Нове рівноважне (вже плазмове ядро) має параметри M≈0,015 M☉, R≈1,3 R☉, T≈20 000 K. Воно інтенсивно випромінює в оптичному діапазоні, але для зовнішнього спостерігача протозоря виглядає як холодний протяжний об'єкт, оскільки випромінювання ядра поглинається оболонкою та перевипромінюється нею в інфрачервоному діапазоні. Нагрівання значно зменшує швидкість стискання оболонки, однак швидкість речовини, що падає на нове компактне ядро, набагато більша — близько 15 км/с. Температура в надрах зорі в цей час досить швидко зростає й випромінювання вже не в змозі забезпечити перенесення енергії до поверхні. Тому в дію вступає конвекція — відбувається інтенсивне перемішування речовини й розподіл густини та температури стає адіабатичним. Це значно сповільнює стискання.
Для хмар із масою близько сонячної цей процес триватиме доти, доки на ядро не впаде майже вся оболонка. Якщо початкова густина хмари відповідає рівню джинсівської нестійкості (10−19 г/см³), то, за розрахунками Ларсона (які пізніше було підтверджено іншими вченими) тривалість стадії становитиме близько 1 млн років, тобто, у 3—5 разів перевищуватиме час вільного падіння, а радіус новоутвореної зорі під час її появи з «кокона» становитиме близько 2 R☉. Втім, якщо початкова молекулярна хмара щільніша, час акреції скорочується, а радіус новоутвореної зорі буде більшим. Такі об'єкти для спостерігача майже не відрізняється від зір, хоча температура в їх центрі (2×105) ще не достатня для перебігу термоядерних реакцій водневого циклу. Подальша еволюція протозорі має назву стадії Хаяші та описується за допомогою діаграми Герцшпрунга—Рассела. Відповідні об'єкти спостерігаються як змінні зорі типу T Тельця та Ae/Be зорі Хербіга.
Розрахунками Хаяші було доведено, що для конвективної протозорі температура її поверхні слабко залежить від маси та майже не залежить від світності: {\displaystyle T_{ef}\sim M^{\frac {7}{31}}L^{\frac {1}{62}}}. Як наслідок, зі зменшенням радіуса зменшується й світність зорі. На діаграмі Герцшпрунга—Рассела така зоря розташована вище головної послідовності й поступово «опускається» до неї. Траєкторія зорі буде майже вертикальною лінією, яка має назву трек Хаяші.
Зорі масою < 0,3 M☉ залишаються повністю конвективними навіть після досягнення головної послідовності. У зір масою > 0,3 M☉ на деякому етапі виникає ядро з променевим перенесенням енергії, і це призводить до підвищення температури поверхні. Траєкторія зорі на діаграмі стає майже горизонтальною і має назву трек Хеньї.
Якщо ж маса ядра під час акреції перевищить 3 M☉, то термоядерні реакції в ньому розпочинаються ще до завершення стадії. Таким чином, зоря досягає головної послідовності ще до того, як зникне непрозора оболонка, яка її оточує. Такі «зорі-кокони» теж було виявлено. Вони спостерігаються в інфрачервоному світлі як області іонізованого водню, оточені холодними оболонками.
Однак не всі протозорі перетворюються на справжні зорі. Якщо маса протозорі становить менше 0,075 M☉, її стискання буде зупинено тиском виродженого електронного газу і в її надрах ніколи не виникнуть умови для інтенсивного перебігу термоядерних реакцій. Такі об'єкти мають назву коричневих карликів.

## Стадія Хаяші

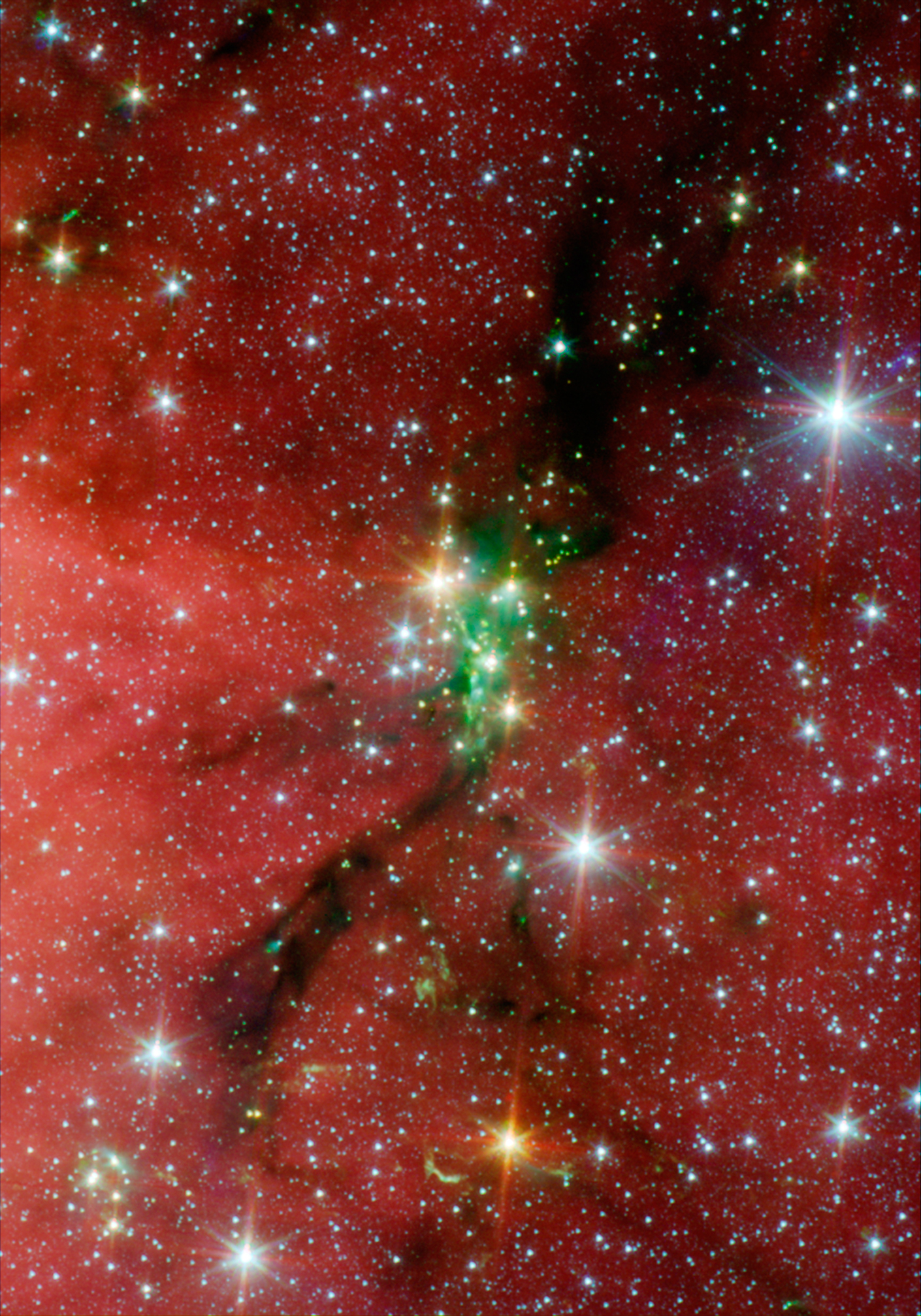
Щільне скупчення близько 50 молодих зір, 35 з яких є протозорями.
Зображення синтезовано зі спостережень телескопа Спітцера.

Гравітаційне стискання зорі масою < 3 M☉ триває доти, доки в її центрі не буде досягнуто температури, достатньої для початку термоядерних реакцій водневого циклу (близько 3 млн К). Відбувається воно набагато повільніше: для протосонця цей час становить близько 30 млн років. Для інших зір він обернено пропорційний третьому степеню маси. Для червоних карликів найменшої маси цей час становить кілька мільярдів років, тобто, він порівняний із віком нашої Галактики.
Зорі, що перебувають на стадії гравітаційного стискання, були відомі астрономам ще до побудови теорії протозір. Цей клас об'єктів отримав назву від їх типового представника — зорі T Тельця.

### Змінні зорі типу T Тельця
Це холодні зорі, що швидко та хаотично змінюють свій блиск. Така поведінка є свідченням бурхливих конвективних процесів. Характерною особливістю є наявність в їх спектрах ліній поглинання літію, якого там у сотні разів більше, ніж в атмосфері Сонця. Це може означати, що в них ще не розпочалися перші ядерні реакції, що призводять до «спалювання» легких елементів.
На діаграмі Герцшпрунга—Рассела ці зорі розташовані вище головної послідовності. Вони спостерігаються групами, що мають назву T-асоціацій, які досить часто збігаються з O-асоціаціями, що крім зір типу T Тельця містять також молоді гарячі масивні зорі. У таких асоціаціях спостерігають густі газопилові міжзоряні хмари, а також нестаціонарні зорі спектральних класів A та B (так звані Ae/Be зорі Хербіга). Наприкінці XX-го сторіччя їх вважали масивнішими аналогами зір типу T Тельця, хоча остаточно це не було з'ясовано.